# All Falls Down (bài hát của Alan Walker)
"All Falls Down" là bài hát của nhà sản xuất âm nhạc và DJ người Anh-Na Uy Alan Walker, cùng DJ người Anh Digital Farm Animal, ca sĩ người Mỹ Noah Cyrus và ca sĩ Thụy Điển Juliander. Ca khúc được sáng tác bởi Digital Farm Animal, Pablo Bowman, Sarah Blanchard và các nhà sản xuất Walker, Mood Melody, Digital Farm Animal và The Six, với lời bài hát được viết bởi The Six, Bowman, Blanchard và Daniel Boyle. Bài hát được phát hành vào ngày 27 tháng 10 năm 2017 thông qua Mer Musikk và Ultra Music.

## Bối cảnh
Vào ngày 23 tháng 10 năm 2017, Walker phát hành một đoạn trailer cho đĩa đơn.
Walker nói trong một thông cáo báo chí: "Với bản thu âm này, tôi có cơ hội hợp tác với những nghệ sĩ tuyệt vời. Giọng hát của Noah Cyrus thật hoàn hảo! Kể từ lần đầu tôi nghe đoạn  topline, tôi đã say mê nó và muốn để người hâm mộ của mình có thể nghe nó. Nó là một sản phẩm mới mẻ vẫn phù hợp với âm điệu đặc trưng của tôi, là điều quan trọng nhất để tôi phát triển thành một nghệ sĩ". Cyrus cho rằng: "Tôi đã yêu bản thu này kể từ khi nghe nó. Thật vinh dự khi được góp mặt vào bài hát với anh chàng này và tôi cũng không tin nổi mình là một phần của dự án này."

## Video âm nhạc
Video âm nhạc được phát hành cùng với đĩa đơn, câu chuyện kể về một nhóm người ở thời hậu tận thế của thế giới, đây là câu chuyện tiếp theo của đĩa đơn "Tired". Thời gian diễn ra sau hàng trăm năm, sau khi một cơn bão mặt trời hủy diệt nền công nghệ trên Trái đất, họ cố gắng dựng lại những gì đã mất.
Video âm nhạc hiện có hơn 154 triệu lượt xem và 1,5 triệu lượt thích tính đến tháng 8 năm 2019.

## Danh sách bài hát
| Digital download | Digital download                                                 | Digital download |
| STT              | Nhan đề                                                          | Thời lượng       |
| ---------------- | ---------------------------------------------------------------- | ---------------- |
| 1.               | "All Falls Down" (featuring Noah Cyrus and Digital Farm Animals) | 3:19             |

| Digital download – Remixes | Digital download – Remixes            | Digital download – Remixes |
| STT                        | Nhan đề                               | Thời lượng                 |
| -------------------------- | ------------------------------------- | -------------------------- |
| 1.                         | "All Falls Down" (Steve Aoki Remix)   | 3:45                       |
| 2.                         | "All Falls Down" (Mio Remix)          | 3:15                       |
| 3.                         | "All Falls Down" (Todd Edwards Remix) | 3:04                       |
| 4.                         | "All Falls Down" (K-391 Remix)        | 3:26                       |
| 5.                         | "All Falls Down" (Jay Pryor Remix)    | 2:47                       |
| 6.                         | "All Falls Down" (Mark Villa Remix)   | 2:37                       |

## Bảng xếp hạng
| Bảng xếp hạng (2017–18)                       | Vị trí cao nhất |
| --------------------------------------------- | --------------- |
| Úc (ARIA)                                     | 95              |
| Úc Dance (ARIA)                               | 19              |
| Áo (Ö3 Austria Top 40)                        | 29              |
| Bỉ (Ultratop 50 Flanders)                     | 47              |
| Bỉ Dance (Ultratop Flanders)                  | 14              |
| Bỉ (Ultratop 50 Wallonia)                     | 44              |
| Bỉ Dance (Ultratop Wallonia)                  | 2               |
| Colombia (National-Report)                    | 44              |
| Cộng hòa Séc (Rádio Top 100)                  | 8               |
| Cộng hòa Séc (Singles Digitál Top 100)        | 41              |
| Phần Lan (Suomen virallinen lista)            | 10              |
| Pháp (SNEP)                                   | 139             |
| Đức (GfK)                                     | 75              |
| Hungary (Dance Top 40)                        | 10              |
| Hungary (Rádiós Top 40)                       | 19              |
| Hungary (Single Top 40)                       | 27              |
| Hungary (Stream Top 40)                       | 36              |
| Ireland (IRMA)                                | 65              |
| Malaysia (RIM)                                | 10              |
| Hà Lan (Dutch Top 40)                         | 12              |
| Hà Lan (Mega Top 50)                          | 44              |
| Hà Lan (Single Top 100)                       | 20              |
| Hà Lan (Dutch Dance Top 30)                   | 3               |
| New Zealand Heatseeker (RMNZ)                 | 6               |
| Na Uy (VG-lista)                              | 1               |
| Ba Lan (Polish Airplay Top 100)               | 5               |
| Singapore (RIAS)                              | 6               |
| Slovakia (Rádio Top 100)                      | 26              |
| Slovakia (Singles Digitál Top 100)            | 53              |
| Slovenia (SloTop50)                           | 33              |
| Hàn Quốc International (Gaon)                 | 10              |
| Tây Ban Nha (PROMUSICAE)                      | 62              |
| Thụy Điển (Sverigetopplistan)                 | 4               |
| Thụy Sĩ (Schweizer Hitparade)                 | 29              |
| Anh Quốc (OCC)                                | 87              |
| Anh Quốc Dance (OCC)                          | 15              |
| Hoa Kỳ Dance Club Songs (Billboard)           | 1               |
| Hoa Kỳ Hot Dance/Electronic Songs (Billboard) | 11              |

| Bảng xếp hạng (2018)                          | Vị trí |
| --------------------------------------------- | ------ |
| Estonia (IFPI)                                | 99     |
| Hungary (Dance Top 40)                        | 62     |
| Hungary (Rádiós Top 40)                       | 94     |
| Hà Lan (Dutch Top 40)                         | 67     |
| Ba Lan (ZPAV)                                 | 33     |
| Thụy Điển (Sverigetopplistan)                 | 50     |
| Hoa Kỳ Dance Club Songs (Billboard)           | 2      |
| Hoa Kỳ Hot Dance/Electronic Songs (Billboard) | 41     |

| Bảng xếp hạng (2019)   | Vị trí |
| ---------------------- | ------ |
| Hungary (Dance Top 40) | 73     |

## Chứng nhận
| Quốc gia | Chứng nhận  | Số đơn vị/doanh số chứng nhận |
| --- | ----------- | ----------------------------- |
| Úc (ARIA)                                                                                                   | Vàng        | 35.000‡                       |
| Áo (IFPI Áo)                                                                                                | Vàng        | 15.000‡                       |
| Canada (Music Canada)                                                                                       | Bạch kim    | 80.000‡                       |
| Đan Mạch (IFPI Đan Mạch)                                                                                    | Vàng        | 45.000‡                       |
| Pháp (SNEP)                                                                                                 | Vàng        | 100.000‡                      |
| Đức (BVMI)                                                                                                  | Vàng        | 150.000‡                      |
| Ý (FIMI) | Vàng        | 25.000‡                       |
| México (AMPROFON)                                                                                           | Bạch kim    | 60.000‡                       |
| Hà Lan (NVPI)                                                                                               | Bạch kim    | 20.000‡                       |
| Ba Lan (ZPAV)                                                                                               | 2× Bạch kim | 40.000‡                       |
| Tây Ban Nha (PROMUSICAE)                                                                                    | Bạch kim    | 60.000‡                       |
| Thụy Sĩ (IFPI)                                                                                              | Bạch kim    | 20.000‡                       |
| Anh Quốc (BPI)                                                                                              | Bạc         | 200.000‡                      |
| Hoa Kỳ (RIAA)                                                                                               | Vàng        | 500.000‡                      |
| Phát trực tuyến                                                                                             |             |                               |
| Thụy Điển (GLF)                                                                                             | 3× Bạch kim | 24.000.000                    |
| ‡ Chứng nhận dựa theo doanh số tiêu thụ và phát trực tuyến. · Chứng nhận dựa theo doanh số phát trực tuyến. |             |                               |

## Lịch sử phát hành
| Khu vực   | Ngày                 | Định dạng                | Phiên bản | Hãng thu         | T.k.   |
| --------- | -------------------- | ------------------------ | --------- | ---------------- | ------ |
| Nhiều nơi | 27 tháng 10 năm 2017 | Tải nhạc Phát trực tuyến | Bản gốc   | Mer Musikk Ultra | [ 68 ] |
| Hoa Kỳ    | 1 tháng 12 năm 2017  | Tải nhạc Phát trực tuyến | Remix     | Mer Misikk       |        |
| Hoa Kỳ    | 5 tháng 12 năm 2017  | Contemporary hit radio   | Bản gốc   | RCA              | [ 69 ] |